# Gotinga
Gotinga (em alemão: Göttingen; em baixo-alemão: Chöttingen) é uma cidade universitária no estado de Baixa Saxônia (Niedersachsen), junto ao Rio Leine (Alemanha) e situada próximo do Centro Geográfico da Alemanha. Devido à presença da Universidade de Gotinga (Georg-August-Universität), a maior e mais antiga Universidade da Baixa Saxónia, e de outros Institutos, a vida na cidade está fortemente ligada à Educação e Ciência, sendo que cerca de 20% dos seus habitantes são estudantes e muitos outros estão directa ou indirectamente ligados à Universidade.
Quarenta e seis Prêmio Nobel ensinaram ou estudaram em Gotinga até ao ano de 2015. A cidade abriga igualmente a biblioteca da Baixa Saxônia, bem como vários Institutos de Max Planck (Max-Planck-Institut - MPI) e uma das sete Academias de Ciências (Akademie der Wissenschaften) da Alemanha .

## História
A primeira menção atestada da povoação, chamada Gutingos (Gutingi) na época, data de 953 num acordo entre Oto I e o monastério de Magdeburgo. Em 1230 recebe Carta de Foral (Stadtrechte), que lhe concede o estatuto de cidade (no contexto alemão medieval). Nesta época, a cidade é uma próspera praça comercial, particularmente após 1351, data de sua entrada na Liga hanseática. Em 1387, os burgueses são tão poderosos que destroem o palácio ducal em revolta. Em 1547, no entanto, sua sorte muda com o fracasso da Liga de Esmalcalda, da qual Gotinga fazia parte desde 1531 — liga reunida em torno de Martinho Lutero pelos príncipes protestantes contra Carlos V. A Guerra dos Trinta Anos faz a cidade perder sua importância, que renasce em 1737, quando o Príncipe-eleitor de Hanôver, Jorge II da Grã-Bretanha, inaugura a universidade. Em 1739 segue-se a fundação do Jardim Botânico de Gotinga.
Em 1806 a cidade passa sob controle prussiano, e em 1807 é integrada ao Reino da Vestfália antes de retornar à zona de influência de Hanôver em 1813. Em 1866, Gotinga e todo o Reino de Hanôver são anexados à Prússia.
Praticamente poupada pelos bombardeios aliados durante a Segunda Guerra Mundial, o centro antigo da cidade é hoje um atrativo lugar para morar, com diversas lojas, cafés e bares. Por causa disso, muitos estudantes da universidade vivem no centro da cidade, dando a Gotinga uma alma jovem. Em 2003, 45% da população do centro da cidade tinha entre 18 e 30 anos de idade.